# HTTP tunneling
In informatica e telecomunicazioni l'HTTP tunneling è una tecnica utilizzata nel campo della trasmissione di dati digitali in Rete per veicolare informazioni che normalmente utilizzano altri protocolli, attraverso lo standard HTTP (creando cioè un "tunnel" attraverso la connessione HTTP).
Tale tecnica viene utilizzata anche per bypassare i firewall, utilizzando tipologie di connessioni non bloccate per effettuare altre operazioni che normalmente verrebbero filtrate.